# Horní Heřmanice (okres Ústí nad Orlicí)
Obec Horní Heřmanice (německy Ober Hermanitz, též Herbordsdorf, Hermansdorf) se nachází v okrese Ústí nad Orlicí v Pardubickém kraji. Žije zde 452 obyvatel.

## Části obce
- Horní Heřmanice
- Dolní Heřmanice
- Rýdrovice

## Historie
První písemná zmínka o obci pochází z roku 1304, kdy dal král Václav II. již existující vesnici připsat ke statkům Zbraslavského kláštera . Název obce byl pravděpodobně odvozen od jména královského lokátora Hermana.
Zbraslavský klášter Heřmanice roku 1358 postoupil litomyšlskému biskupovi Janovi II. ze Středy, významnému humanistovi a kancléři císaře Karla IV.. Roku 1409 litomyšlský biskup Jan XII. Železný Horní a Dolní Heřmanice s Jablonným zastavil Janu Strýčkovi ze Střížkova, později je vyplatil. Od roku 1544 patřily mezi vesnice příslušné k zámku v Lanškrouně. Původní kostel byl středověký, kamenný byl postaven až v 1. decéniu 18. století.

## Pamětihodnosti

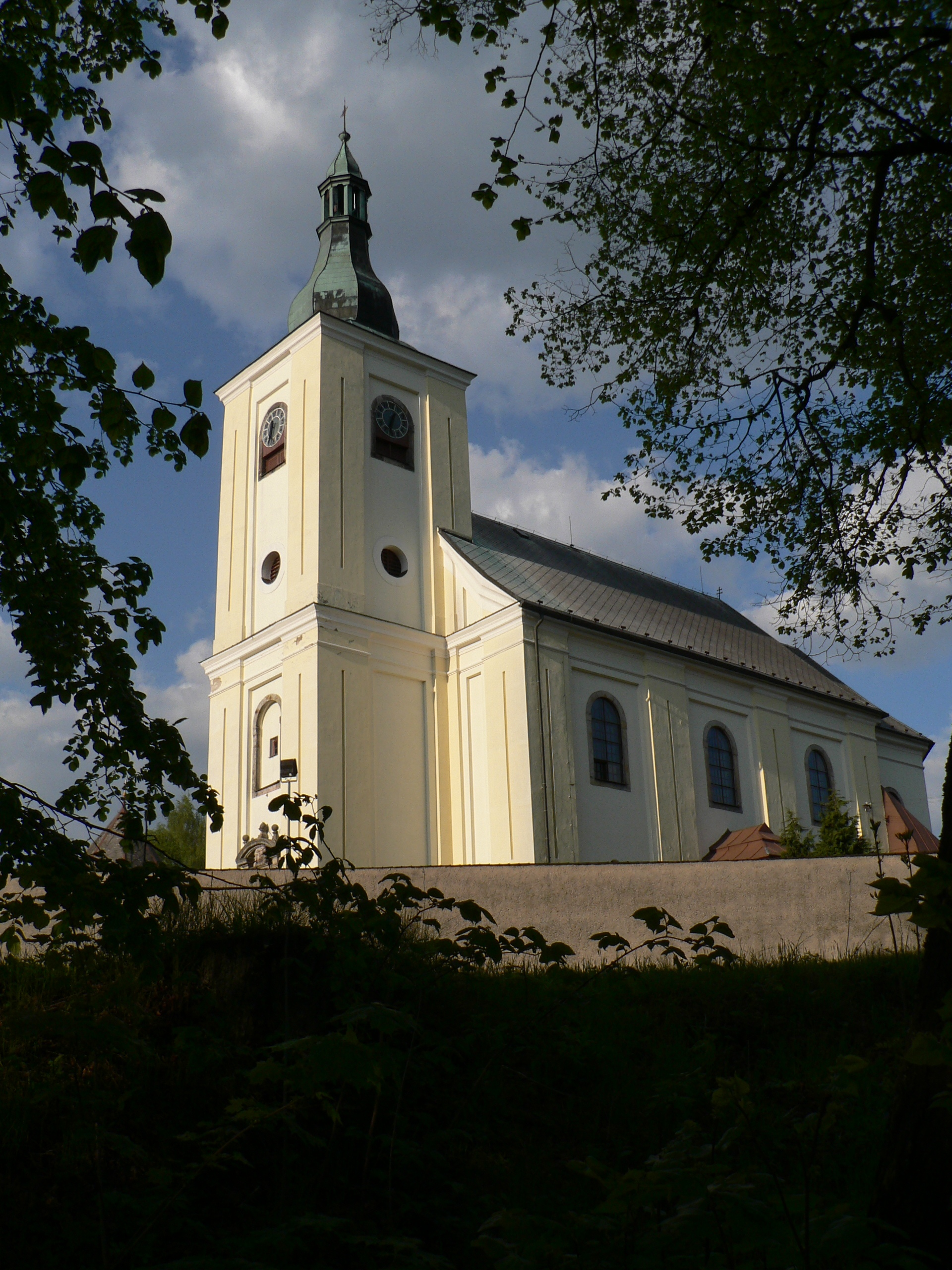
Kostel sv. Jiří

- Kostel svatého Jiří – jednolodní barokní stavba se starší hranolovou věží; stavitelem byl Ital Antonio Sala. Základní kámen byl položen roku 1706, svěcení proběhlo roku 1712, jak potvrzuje nápis tesaný na překladu portálu. Vnitřní zařízení je jednotné, vrcholně barokní. Křtitelnice s řezbou Křtu Krista v Jordáně je z roku 1749. Na hlavním oltáři je replika poutního obrazu Chrudimského Salvátora. Další oltáře jsou zasvěceny sv. Rodině a sv. Janu Nepomuckému. Kazatelna a prospekt varhan jsou rovněž barokní. Kostel je přifařen k Bystřeci.
- barokní budova márnice na kruhovém půdorysu, severovýchodně od kostela
- Socha svatého Jana Nepomuckého – u fary
- Vodní mlýn (čp. 103)
- Venkovský dům čp. 85 a další roubenky
- výměnek a stodola u čp. 42
- silniční propustek na silnici I/43